# Cygnus Kitcar

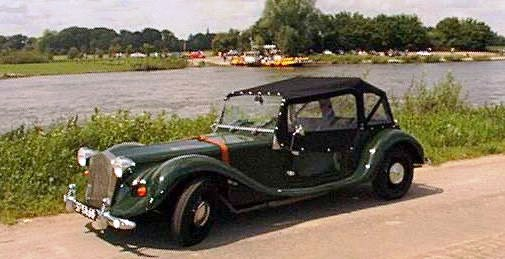
Cygnus

Cygnus Kitcar B.V. war ein niederländischer Hersteller von Automobilen.

## Unternehmensgeschichte
Das Unternehmen wurde 2001 in Uden zur Produktion von Automobilen gegründet.
Die Website ist down. Das Handelsregister vermerkt "Dieses Unternehmen  wurde aus dem Handelsregister gelöscht." (ohne Datum). Laut der Website „Automerken Encyclopedia“ wurde das Werk am 31. Dezember 2015 geschlossen. Opencorporates bestätigt die Auflösung des Unternehmens.

## Automobile
Das einzige Modell war ein Kit Car. Auf das Fahrgestell des Citroën 2 CV wurde eine Kunststoffkarosserie im Stile der 1930er Jahre montiert. Mit Stand 2012 wurden 25 Stück produziert (Insgesamt sollen 29 Stück gebaut worden sein).